# Thylander Gruppen
Thylander Gruppen er et dansk ejendomsselskab, grundlagt i 1986 i København af Lars Thylander. 
Gruppen, der pt. er kontrolleret af familien Thylander, arbejder med investering i ejendomme i Danmark og Tyskland. Den formidlede op gennem 1980’erne og 1990’erne en række markante ejendomme og ejendomsselskaber i Danmark. Det var bl.a. ejendomme på Strøget, Bredgade og Købmagergade i København, samt kontrollerende aktieposter i de børsnoterede selskaber Ejendomsselskabet Norden A/S og Det Københavnske Ejendomssocietet A/S.
Lars Thylander blev kåret som Årets Ejendomsprofil i 2007 af magasinet Erhvervsejendom og i 2014 modtog Thylander Gruppen Transaktionsprisen fra Estate Media.

## Projekter
Blandt Thylander Gruppens mest markante projekter er restaureringen af Vandflyverhangaren på Holmen i København i 2001. Arkitekt Dorte Mandrup-Poulsens ombygning af den fredede bygning blev præmieret af Københavns Kommunes Kulturfond og Hovedstadens Forskønnelse. Projektet modtog Træprisen og nominering til den internationalt anerkendte Mies van der Rohe Pris m.v.
I 2006 stod Thylander Gruppen i spidsen for et konsortium, som købte Scala-koncernen, der ejede den historiske Scala (København)-bygning. Ejendommen blev videresolgt samme år.
I perioden 2005 til 2008 har Thylander Gruppen primært arbejdet på det tyske arbejdsmarked og har bl.a. taget initiativ til dannelsen af EI Invest Berlin I A/S og til det børsnoterede ejendomsselskab Victoria Properties A/S, der blev etableret sammen med familien Wedell, familien Følsgaard, familien Clausen og J.C. Hempels Fond. 
Fonden TG Partners A/S lanceredes i 2008 sammen med en kreds af investorer med henblik på investering i danske ejendomme i kølvandet på finanskrisen. Siden da er der lanceret 10 tilsvarende fonde. 